# Janjang
Janjang is een bestuurslaag in het regentschap Blora van de provincie Midden-Java, Indonesië. Janjang telt 2479 inwoners (volkstelling 2010).